# Witvoorhoofdlangoer
De witvoorhoofdlangoer (Presbytis frontata)  is een zoogdier uit de familie van de apen van de Oude Wereld (Cercopithecidae). De wetenschappelijke naam van de soort werd voor het eerst geldig gepubliceerd door Müller in 1838.

## Voorkomen
De soort komt endemisch voor op Borneo, in zowel Indonesië als Maleisië.